# 原二郎 (作家)
原二郎（はら じろう、1908年10月30日  - 1974年1月12日）は、日本の作家。

## 人物・来歴
岡山県出身。戦前は社会主義的な小説を手掛け、戦後は男女関係を追求した作品を多く執筆した。

## 著書
- 『山本有三文学案内』成光館, 1939
- 『愛の書 小説集』通文閣, 1946
- 『寝物語 小説集』七寳書房, 1950
- 『肉体の離縁状 短篇小説集』七宝書房, 1950
- 『むすめ 長篇小説』七寳書房, 1950